# Bernd Klingner
Bernd Klingner, né le 28 janvier 1940 à Oberlichtenau près de Chemnitz, est un tireur sportif allemand.

## Biographie
Son père l'initie à la pratique du tir à l'âge de treize ans. Deux ans plus tard, il participe au championnat d'Europe, à Bucarest. En 1959, il obtient le titre européen au fusil de petit calibre. Sélectionné pour les Jeux olympiques de Rome, en 1960 il se classe 19ème. Mais aux Jeux de Mexico, en 1968, il remporte le titre olympique (carabine trois positions à 50 mètres) devant l'Américain John Writer et le Russe Vitali Parkhimovitch.
Bernd Klingner ne parvient pas à se maintenir à ce niveau. Il déçoit à Munich, en 1972, peut-être victime de la pression due aux espoirs qu'il suscite. Il ne peut se qualifier pour les Jeux de Montréal en 1976 et met fin à sa carrière sportive en 1978. Il se consacre alors à son entreprise de vente d'armes et d'accessoires de sport par correspondance. Il est également l'auteur de manuels de tir sportif, dont certains ont été traduits dans plusieurs langues.